# Oenospila perlineata
Oenospila perlineata là một loài bướm đêm trong họ Geometridae.